# سيسيليا تشانغ
سيسيليا تشانغ (بالصينية: 張栢芝) (و. 1980  م) هي مغنية، وممثلة صوت، وكاتبة غنائية، وممثلة أفلام من الصين، وهونغ كونغ، ولدت في هونغ كونغ، شاركت في Edison Chen photo scandal ‏.

## جوائز
حصلت على جوائز منها:
- Fly Me to Polaris [الإنجليزية]‏.

## وصلات خارجية
- سيسيليا تشانغ على موقع IMDb (الإنجليزية)
- سيسيليا تشانغ على موقع ألو سيني (الفرنسية)
- سيسيليا تشانغ على موقع ميوزك برينز (الإنجليزية)
- سيسيليا تشانغ على موقع أول موفي (الإنجليزية)
- سيسيليا تشانغ على موقع ديسكوغز (الإنجليزية)
- سيسيليا تشانغ على موقع قاعدة بيانات الفيلم (الإنجليزية)
- سيسيليا تشانغ على موقع كينوبويسك (الروسية)